# Daciada

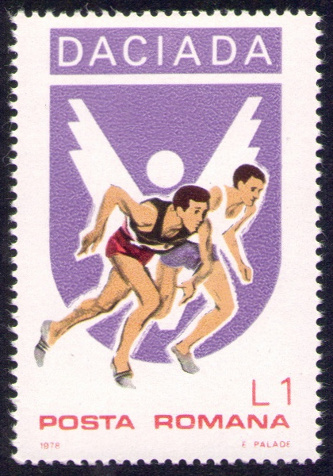
Francobollo celebrativo della Daciada del 1978

La Daciada era una competizione multisportiva organizzata ogni due anni nella Repubblica Socialista di Romania.

## Storia
Ideata dal dittatore Nicolae Ceaușescu allo scopo di incentivare la partecipazione popolare agli sport amatoriali, la Daciada deve il suo nome alla Dacia, l'antica regione abitata dai Daci il cui territorio corrisponde a quello dell'odierna Romania.
La competizione si teneva in tutte le aziende, le scuole, le università, le unità militari e le città del Paese in due momenti successivi: l'estate (marzo-ottobre) e l'inverno (novembre-febbraio), con le finali ogni due anni. La natura amatoriale degli sport permetteva che partecipassero persone di tutte le età, soprattutto bambini in età scolare che potevano aspirare anche ad essere selezionati per gli sport professionistici: alla prima edizione organizzata nel 1977-78, infatti, parteciparono 6 milioni di persone, duemila delle quali vennero poi selezionate per partecipare a sport di livello professionistico. Molti futuri vincitori di medaglie olimpiche furono scoperti nelle Daciade, tra i quali: Nicu Vlad, Traian Cihărean, Maricica Puică, Ella Kovacs, Alina Astafei, Paula Ivan, Sanda Toma e Vasile Pușcașu.
Con il nome di "Daciada" furono battezzate diverse squadre sportive locali, palestre e impianti sportivi, dei quali molti ancora in uso.
In tutto si tennero sei edizioni della competizione, l'ultima delle quali ebbe luogo nell'inverno del 1989. In seguito alla rivoluzione romena e al crollo del regime comunista, la Daciada non venne più organizzata, anche se nel 2013 l'allora ministro della gioventù e dello sport Nicolae Bănicioiu disse che era intenzionato a reintrodurla per incoraggiare i giovani a praticare sport.